# Беляни-Жилакі
Беляни-Жилакі (пол. Bielany-Żyłaki) — село в Польщі, у гміні Беляни Соколовського повіту Мазовецького воєводства.
Населення — 167 осіб (2011).
У 1975-1998 роках село належало до Седлецького воєводства.

## Демографія
Демографічна структура станом на 31 березня 2011 року:
|          | Загалом | Допрацездатний вік | Працездатний вік | Постпрацездатний вік |
| -------- | ------- | ------------------ | ---------------- | -------------------- |
| Чоловіки | 80      | 15                 | 58               | 7                    |
| Жінки    | 87      | 20                 | 49               | 18                   |
| Разом    | 167     | 35                 | 107              | 25                   |